# Aloe peglarae
Aloe peglarae é uma espécie de liliopsida do gênero Aloe, pertencente à família Asphodelaceae.